# Tatochila
Tatochila is een geslacht in de orde van de Lepidoptera (vlinders) familie van de Pieridae (Witjes).
Tatochila werd in 1870 beschreven door Butler.

## Soorten
Tatochila omvat de volgende soorten:
- T. argyrodice Staudinger, 1899
- T. autodice (Hübner, 1818)
- T. blanchardii Butler, 1881
- T. demodice (Blanchard, 1852)
- T. distincta Jörgensen, 1916
- T. homoeodice Paravicini, 1910
- T. inversa Hayward, 1949
- T. mariae Herrera, 1970
- T. mercedis (Eschscholtz, 1821)
- T. orthodice (Weymer, 1890)
- T. pyrrhomma Röber, 1909
- T. sagittata Röber, 1908
- T. stigmadice (Staudinger, 1894)
- T. theodice (Boisduval, 1832)
- T. volxemi Capronnier, 1874
- T. xanthodice (Lucas, 1852)